# 玛丽安娜·拉罗克特
玛丽安娜·巴莱里娅·拉罗克特（西班牙語：Mariana Valeria Larroquette；1992年10月24日—），阿根廷女子足球运动员，司职前锋，目前效力于奥兰多荣耀和阿根廷国家女子足球队。她曾代表阿根廷参加2023年国际足联女子世界杯和2024年美洲女子金杯等多场国际赛事。